# AS Monaco (sportklubb)
AS Monaco är en sportklubb i Monaco grundad 23 augusti 1924.
Klubben är aktiv inom ett stort antal sporter. Den är mest känd för fotbollssektionen, AS Monaco FC, som grundades redan 1919 som en egen klubb.